# Hipertrofia mamária
A hipertrofia mamária, que em seu grau máximo recebe o nome de gigantomastia ou macromastia, é um problema que decorre no crescimento exagerado das mamas, geralmente ligado a problemas no estímulo hormonal.